# قلس رئوي

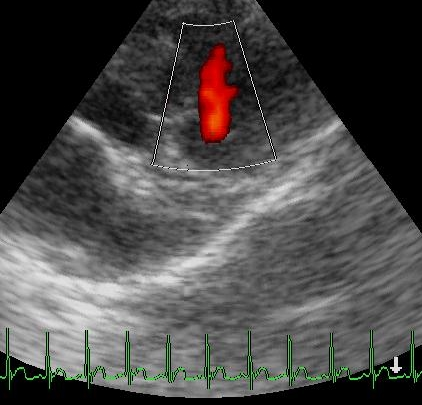

القلس الرئويأو قصور رئوي(بالإنجليزية: Pulmonic regurgitation)‏.وهو إخفاق في الصمامات الرئوية،حيث يسمح القلس الرئوي بتسرب بعض الدم راجعا إلى البطين الأيمن من الشريان الرئوي. وهو غالبا ما يكون نسبيا، أو وظيفياً.وينجم عن تمدد الشريان الرئوي الرئيس،وتمدد حلقة الصمام نتيجة ارتفاع الضغط الرئوي.يمكن أن يحدث في التضيق التاجي، كما يشاهد في الخلل الأذيني البطيني، أو نتيجة خلل في الصمام نفسه.

## الأسباب
يمكن أن ينجم القلس الرئوي عن مرض خلقي أو يكون نتيجة لارتفاع ضغط الدم في الرئتين؛ ويندر أن ينجم عن التهاب الشغاف.

## الأعراض
لا تظهر أعراض عند المصابين بالقلس الرئوي عادة، ما لم يحدث قلس شديد مع توسع البطين الأيمن وقصور القلب؛ ولكن عند ظهورها، يمكن أن تشعر بالتعب العام وضيق التنفس الجهدي ونقص الشهية والغثيان والقيء والانزعاج في الجزء العلوي الأيمن من البطن بسبب الاحتقان الكبدي. كما قد يكون لك تورّم في الذراعين والساقين.
يبدو أن تحمّل الجسم للقلس الرئوي جيد جيدا؛ وفي الواقع،ناك أدلّة على أن بعض الناس يمكن أن يتمتّعوا بصحة جيدة تماما بعد استئصال الصمام الرئوي.قلس الصمام الرئوي، كثيرا ما يكون مصحوبا بأمراض القلب والأوعية الدموية الأخرى، ارتفاع ضغط الدم الرئوي وخاصة أكثر عرضة، منفصلة الخلقية ويعد قلس الصمام الرئوي أمر نادر الحدوث، لأن درجة قلس غالبا ما تكون خفيفة، وغالبا غير متناظرة.

## العلاج
إذا بدت أعراض قصور البطين الأيمن، يمكن القيام بجراحة على الصمام أو استبداله.اما إذا المريض مصاب بالقلس الرئوي نتيجة لشذوذ بنيوية، لا بدّ من تلقي المضادات الحيوية وقائيا قبل وبعد الإجراءات المتعلقة بالأسنان وبعض الإجراءات الجراحية للوقاية من التهاب الشغاف. 

## وصلات إضافية
- لانج 2008 الحالي التشخيص الطبي والعلاج، الطبعة 47  ص & نبسب؛. 298-299 ISBN 978-80-7149-430-4 قالب:يرجى التحقق ISBN
- شيوشوى، R.، سافيدرا، P.، Cannistra، L. "قلس الرئوي"، إي ميديسين، http://www.emedicine.com/med/topic1964.htm

[en:Pulmonic regurgitation]